# فيرينك كيمني
فيرينك كيمني (بالمجرية: Kemény Ferenc)‏ هو تربوي مجري، ولد في 17 يوليو 1860 في زرنجانین في صربيا، وتوفي في 21 نوفمبر 1944 في بودابست في المجر.

## وصلات خارجية
- فيرينك كيمني على موقع أوليمبيديا (الإنجليزية)